# Мајкл Оџо
Мајкл Оџо (енгл. Michael Ojo; Лагос, 5. јануар 1993 — Београд, 7. август 2020) био је нигеријско-амерички кошаркаш. Играо је на позицији центра.

## Каријера
Оџо је од 2012. до 2017. године похађао Државни универзитет Флориде. За екипу Флорида Стејт семинолса уписао је 131 наступ, а просечно је по утакмици постизао 2,7 поена и хватао 2,5 скокова. Читаву сезону 2015/16. пропустио је због повреде колена. На НБА драфту 2017. није изабран.
Дана 17. августа 2017. године потписао је вишегодишњи уговор са ФМП-ом. Током сезоне 2017/18, Оџо је у АБА лиги имао просек од 12 поена и 6 скокова, док је у Суперлиги уз 6 ухваћених лопти имао и завидан просек од 14 убачених поена, а својом игром значајно је допринео пласману ФМП-а у финале Суперлиге Србије.
Дана 18. јула 2018. године потписао је двогодишњи уговор са Црвеном звездом.

## Смрт
Оџо је 7. августа 2020. године колабирао на индивидуалном тренингу у хали на Стадиону Партизана, те је преминуо. Узрок смрти је, наводно, срчани удар, али председник КК Црвена звезда Небојша Човић је изјавио да је Оџо недуго пре смрти боловао од ковида 19 с обостраном упалом плућа.

## Занимљивости
Кошаркашки идол био му је Кевин Гарнет. Волео је нигеријску традиционалну музику, а слушао и хип-хоп.

## Успеси

### Клупски
- Црвена звезда:
  - Првенство Србије (1): 2018/19.
  - Јадранска лига (1): 2018/19.
  - Суперкуп Јадранске лиге (1): 2018.